# Oliarus venosa
Oliarus venosa är en insektsart som beskrevs av Jules Pièrre Rambur 1840. Oliarus venosa ingår i släktet Oliarus och familjen kilstritar. Inga underarter finns listade i Catalogue of Life.